# 科帕纳亚农村居民点
科帕纳亚农村居民点（俄语：Копанянское сельское поселение）是俄罗斯联邦沃罗涅日州奥利霍瓦特卡区所属的一个农村居民点。其下辖有6个居民点，行政中心为第一科帕纳亚。据2016年统计，该农村居民点的人口为640人。